# Гурков Віталій Григорович
Віталій Григорович Гурков (біл. Віталь Рыгоравіч Гуркоў, рос. Виталий Григорьевич Гурков, нар. 27 березня 1985) — білоруський спортсмен, що виступає в тайському боксі та кікбоксингу, неодноразовий чемпіон світу, заслужений майстер спорту Республіки Білорусь з тайського боксу. Вокаліст рок-гурту Brutto.